# Colletotrichum chlorophyti
Colletotrichum chlorophyti är en svampart som beskrevs av S. Chandra & Tandon 1965. Colletotrichum chlorophyti ingår i släktet Colletotrichum och familjen Glomerellaceae.   Inga underarter finns listade i Catalogue of Life.